# Louisa Wall
Louisa Hareruia Wall (Taupo, Nova Zelanda, 17 de febrer de 1972) és una política neozelandesa. Membre del Partit laborista, representa el seu partit al Parlament de Nova Zelanda d'ençà del 17 d'octubre del 2020. Esportista d'alt nivell, ha representat Nova Zelanda alhora en competicions de netball i de rugbi.
Militant pels drets humans, Wall que s'ha declarat obertament lesbiana va ser l'autora de l'esmena, adoptada el 17 d'abril de 2013 pel Parlament neozelandès, que modificà la definició del matrimoni i va permetre el casament de parelles de mateix sexe.